# Secret Beyond the Door
Secret Beyond the Door is een Amerikaanse dramafilm uit 1948 onder regie van Fritz Lang. De film is geïnspireerd door het sprookje van Blauwbaard van Charles Perrault.

## Verhaal
Na een korte liefdesaffaire huwt de erfgename van een groot fortuin met een architect. Zij weet echter zeer weinig van hem. Allengs groeit bij haar het vermoeden dat haar man krankzinnig is en dat hij haar wil vermoorden.

## Rolverdeling
| Acteur           | Personage         |
| ---------------- | ----------------- |
| Joan Bennett     | Celia Lamphere    |
| Michael Redgrave | Mark Lamphere     |
| Anne Revere      | Caroline Lamphere |
| Barbara O'Neil   | Miss Robey        |
| Natalie Schafer  | Edith Potter      |